# George Thorne
George Thorne (datas desconhecidas) foi um golfista britânico que competiu no golfe nos Jogos Olímpicos de Verão de 1900, onde terminou em sexto na prova individual masculina com doze participantes.